# Ventanas, Ecuador
Ventanas är en ort i Ecuador.   Den ligger i provinsen Los Ríos, i den centrala delen av landet, 170 km sydväst om huvudstaden Quito. Ventanas ligger 24 meter över havet och antalet invånare är 46 708.
Terrängen runt Ventanas är platt, och sluttar västerut. Runt Ventanas är det tätbefolkat, med 286 invånare per kvadratkilometer. Ventanas är det största samhället i trakten. Trakten runt Ventanas består till största delen av jordbruksmark.